# Pachyta mediofasciata
Pachyta mediofasciata es una especie de escarabajo longicornio del género Pachyta, tribu Rhagiini, subfamilia Lepturinae. Fue descrita científicamente por Pic en 1936.
La especie se mantiene activa durante los meses de junio y julio.

## Descripción
Mide 12,5-16 milímetros de longitud.

## Distribución
Se distribuye por China.